# Међународни дан против злоупотребе дроге и трговине људима
Међународни дан против злоупотребе дроге и трговине људима јесте међународни дан Уједињених нација који се организује ради подизања свести против злоупотребе дрога и илегалне трговине дрогом. 
Обележава се сваке године 26. јуна, од 1989. године. 
Изабран је 26. јун да обележи када је Лин Зексу укинуо трговину опијумом у Хумену, Гуангдонг, који се завршио 25. јуна 1839. године, непосредно пре Првог опијумског рата у Кини. 
Обележавање дана је установљено Резолуцијом Генералне скупштине 42/112 од 7. децембра 1987. године.
Дана 26. јуна 1987. године, два важна текста (Comprehensive Multidisciplinary Outline of Future Activities in Drug Abuse Control & Declaration of the International Conference on Drug Abuse and Illicit Trafficking) усвојена су на Међународној конференцији о злоупотреби дрога и илегалној трговини, која је одржана у Бечу током 17-26 јуна 1987. Конференција је препоручила да се обележава један дан у години којим би се обележио значај борбе против злоупотребе дрога и илегалне трговине. Предложени су и датуми 17. и 26. јун, а на каснијим састанцима је изабран 26. јун и уписан је у усвојену резолуцију.
Борци борбе против употребе наркотика га често називају 6/26. 